# McCool Junction
McCool Junction – wieś w Stanach Zjednoczonych, w stanie Nebraska, w hrabstwie York.